# 가이아코퍼레이션
가이아코퍼레이션(Gaia Corporation)은 대한민국의 유아용품 기업이다.

## 역사
- 2015년 11월 유진로봇이 인수하였다.
- 2023년 6월 20일 코넥스 시장에 상장하였다.[출처 필요]
- 2025년 유진로봇이 가이아에 회사를 매각하였다.[3]